# Schloss Nassow
Schloss Nassow (polnisch Palac w Nosowie) ist ein heute als Hotel genutztes Schloss im heute polnischen Nosowo in der Gmina Biesiekierz (Gemeinde Biziker).

## Geschichte
Die Ursprünge des Dorfes Nassow reichen bis ins 14. Jahrhundert zurück, als die Holken Besitzer des Dorfes waren. Nach dem Erlöschen dieser Familie kamen die von Münchow in den Besitz des Dorfes. Im Jahr 1779 wurde das Gut von Georg Christoph von Heydebreck gekauft, mit dem Vorbehalt, dass das Lehnsrecht für die Familie von Münchow erhalten blieb. In der Mitte des 19. Jahrhunderts ging der Besitz kurz wieder an die von Münchow, und schließlich an Freiherrn von Sprenger.

## Bauwerk
Wahrscheinlich hatten schon die von Münchow einen Rittersitz im Dorf, dessen Standort aber unbekannt ist.
Das heutige Schloss wurde in der zweiten Hälfte des 19. Jahrhunderts für die von Sprenger erbaut. Der Bau steht auf steinernem Fundament auf rechteckigem Grundriss und ist von zwei quadratischen Türmen an der Südseite und einem achteckigen Turm an der Nordseite flankiert. Bemerkenswert ist die reiche Stuckverzierung des Gebäudes. Das Schloss ist von einem Landschaftspark mit einer Fläche von 16 ha umgeben.

## Nachweise
- Das Schloss auf zamkilubuskie.pl